# 秋卡林斯克區

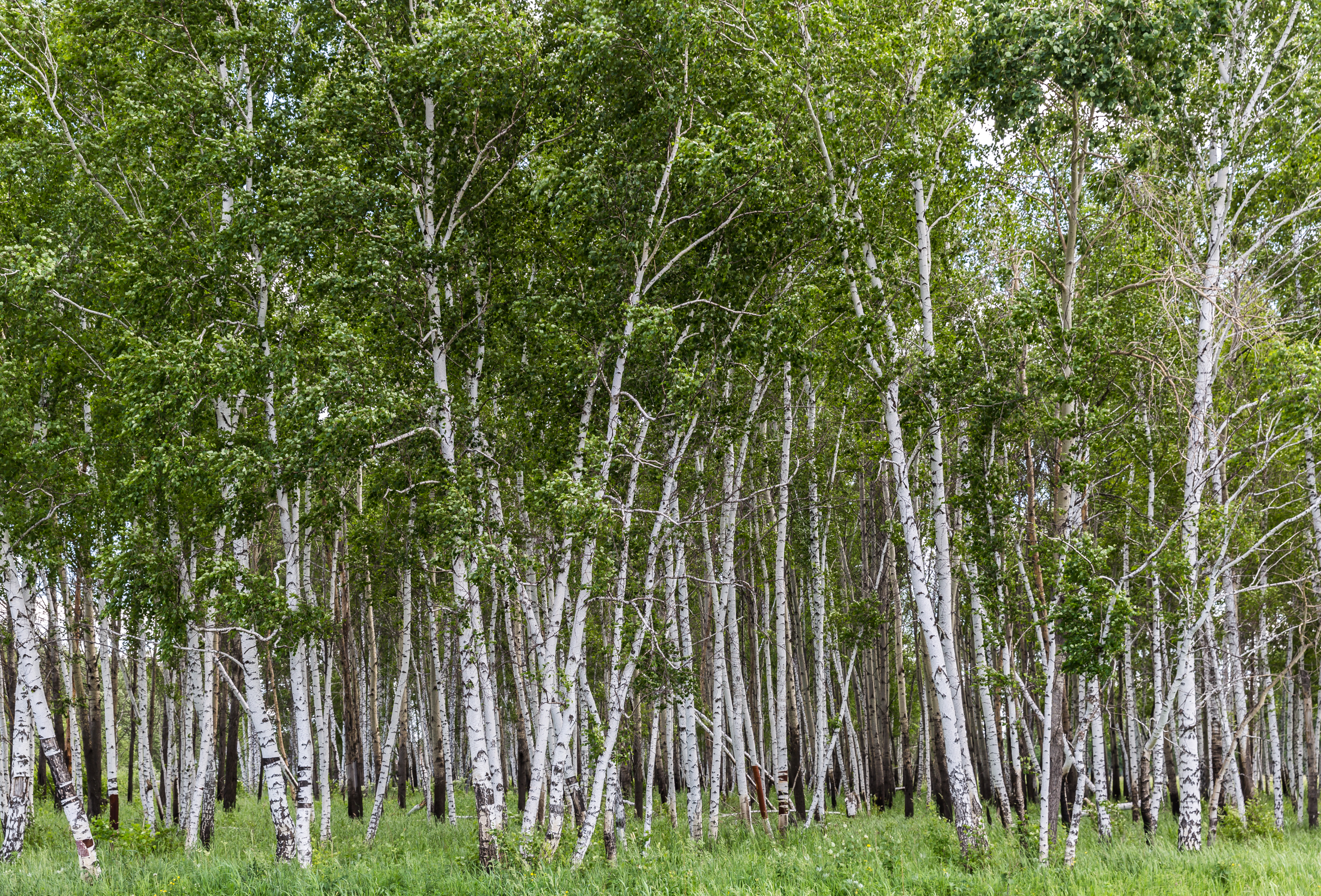

55°52′N 72°12′E / 55.867°N 72.200°E
秋卡林斯克區（俄语：Тюкалинский район），是俄羅斯的一個區，位於該國西南部，由鄂木斯克州負責管轄，面積6,400平方公里，2010年人口14,831，人口密度每平方公里2.32人。